# Supercopa de la República Checa
La Supercopa de la República Checa (Checo: Český Superpohár) fue un partido de fútbol anual entre los ganadores de la Gambrinus Liga y la Copa Checa, organizado por la Asociación Checa de Fútbol. Estaba patrocinado por el Consejo Synot y por tanto se le conocía oficialmente como la Supercopa Synot Tip. La Supercopa se suspendió en 2015 y fue reemplazada por la Supercopa de Checoslovaquia a partir de 2017.
La Supercopa se celebró por primera vez el 8 de julio de 2010 y se celebraba anualmente en el estadio del campeón de la liga.

## Palmarés
| Temporada | Campeón         | Resultado      | Finalista      | Estadio                    |
| --------- | --------------- | -------------- | -------------- | -------------------------- |
| 2010      | Sparta Praga    | 1–0            | Viktoria Plzeň | Generali Arena, Praga      |
| 2011      | Viktoria Plzeň  | 1–1 (4–2 pen.) | Mladá Boleslav | Stadion města Plzně, Plzeň |
| 2012      | Sigma Olomouc   | 2–0            | Slovan Liberec | Stadion u Nisy, Liberec    |
| 2013      | Baumit Jablonec | 3-2            | Viktoria Plzeň | Doosan Arena, Plzeň        |
| 2014      | Sparta Praga    | 3-0            | Viktoria Plzeň | Generali Arena, Praga      |
| 2015      | Viktoria Plzeň  | 2-1            | Slovan Liberec | Doosan Arena, Plzeň        |

## Títulos por club
| Club              | Campeón | Subcampeón | Años campeón |
| ----------------- | ------- | ---------- | ------------ |
| FC Viktoria Plzeň | 2       | 3          | 2011, 2015   |
| AC Sparta Praga   | 2       | -          | 2010, 2014   |
| SK Sigma Olomouc  | 1       | -          | 2012         |
| FK Jablonec       | 1       | -          | 2013         |
| FK Mladá Boleslav | -       | 1          | –--          |
| FC Slovan Liberec | -       | 2          | –--          |